# Pseuderos
Pseuderos is een kevergeslacht uit de familie van de boktorren (Cerambycidae). De wetenschappelijke naam van het geslacht werd voor het eerst geldig gepubliceerd in 1893 door Lameere.

## Soorten
Pseuderos omvat de volgende soorten:
- Pseuderos apicalis Franz, 1942
- Pseuderos clypealis Aurivillius, 1907
- Pseuderos exul Lameere, 1893
- Pseuderos lutea (Jordan, 1894)
- Pseuderos nigripes (Jordan, 1894)